# (367789) 2011 AG5
(367789) 2011 AG5 – planetoida z grupy Apollo należąca do obiektów bliskich Ziemi i potencjalnie zagrażających kolizją.
Planetoida została odkryta 8 stycznia 2011 w Mount Lemmon Observatory, miała wtedy wielkość pozorną 19,6. Jej średnica wynosi około 140 metrów.
Na podstawie wczesnych obserwacji, w marcu 2012 Minor Planet Center szacowała, że w lutym 2040 roku planetoida znajdzie się w bezpośredniej bliskości Ziemi, przelatując w pobliżu naszej planety w odległości około 0,001920 j.a. (287 tysięcy km).  Wtedy też, ponieważ nie określono jeszcze dokładnie wszystkich parametrów orbitalnych planetoidy, uzyskała ona ocenę ryzyka w skali Torino równą 1 („prawdopodobieństwo zderzenia, jakkolwiek nie zerowe, jest bardzo znikome i nie wymaga powiadamiania opinii publicznej”), z prawdopodobieństwem zderzenia z Ziemią szacowanym na 1 do 625, to jest 0,16%.
Po dalszych obserwacjach dokładniej określono parametry jej orbity i w dniu 21 grudnia 2012 planetoida została wykluczona z grona obiektów potencjalnie zagrażających kolizją z Ziemią.
Według danych z listopada 2019 planetoida minie Ziemię i Księżyc 4 lutego 2040 roku, przelatując w odległości ok. 1,1 mln km od Ziemi oraz ok. 0,7 mln km od Księżyca.